# 张永桃
张永桃（1943年12月—），男，上海人，中国政治学家、行政学家，南京大学政府管理学院教授。曾任南京大学副校长。